# Mireille (périodique)
Pour les articles homonymes, voir Mireille.
Mireille est une revue de petit format de l'éditeur Jeunesse et Vacances qui a eu six numéros de juin 1973 à septembre 1974 (pas de recueil). La revue reprend partiellement les histoires parues dans le Mireille de Marijac.

## Insolites
- En quatrième de couverture, on retrouvait une photo de chanteur de charme tel que Salvatore Adamo ou Sacha Distel...

## Les Séries
- Callie la Quaker (Marijac & Dut)
- Fofolle Juliette (Marijac & Christian Gaty)
- Frimousse (Marijac & Claude Marin)
- Mimi fille à papa